# Vallée d'Aoste Fromadzo
Le Vallée d'Aoste Fromadzo est un fromage de lait de vache provenant  de l'ensemble du territoire de la région autonome de la Vallée d'Aoste.
La dénomination signifie fromage en valdôtain.
Depuis le 1er juillet 1996, la dénomination Vallée d'Aoste Fromadzo est protégée au niveau européen par une appellation d'origine protégée (AOP).

## Description
Défini en 1902 comme « fromage maigre et fromage commun », il est produit à partir du lait de vaches de race Valdostaine pie rouge ou Valdostaine pie noire d'au moins deux traites, auquel on ajoute éventuellement du lait de chèvre, élevées en Vallée d'Aoste en respectant les règles fixées pour le processus de production qui envisage notamment deux typologies : 
- L'alimentation des vaches doit se fonder exclusivement sur le fourrage local, frais ou affené ;
- Pour le Fromadzo à pâte non complètement grasse, le lait doit être laissé reposer de 12 à 24 heures. Pour le Fromadzo pauvre en matières grasses, de 24 à 36 heures. La température de coagulation doit être de 34 °C, voire 36 °C, pour exploiter le développement spontané de la microflore ;
- La coagulation doit être obtenue par l'utilisation de présure naturelle. Ensuite, la caille est cassée par une augmentation de la température jusqu'à 45 °C. La masse est ensuite insérée dans des meules, appelés en patois valdôtain féitchies, elle peut être pressée légèrement et doit être revoltée 3-4 fois par jour. Puis on procède par la salaison, on nettoie les formes par un chiffon humide de eau avec du sel, et on laisse mûrir les formes à une température de 8 à 14 °C avec une humidité relative inférieure à 60 %. La période d'affinage varie d'un minimum de 60 jours à un maximum de 8 à 10 mois ; le Fromadzo de table est à court affinage, tandis que le Fromadzo à long affinage est à râper. Souvent le Fromadzo est aussi aromatisé au cours de la phase de travail par l'ajout de fines herbes, telles que des grains de genièvre, du cumin ou du fenouil sauvage.

## Zones de production
La zone de production comprend l'entière région autonome Vallée d'Aoste.

## Caractéristiques
Le goût du Fromadzo est parfumé et semi-doux, si frais, savoureux et presque piquant si affiné. 
Le poids varie de 1 à 7 kilogrammes et l'affinage de 2 à 14 mois. La matière grasse varie d'un minimum de 20 % à un maximum de 35 %. 